# Okrug Doña Ana, Novi Meksiko
| Doña Ana                                                   | |
| Zemljovid Novog Meksika s označenim okrugom Doña Anom.     | |
| Zemljovid SAD s označenom saveznom državom Novim Meksikom. | |
| Osnovan:                                                   | 1852. |
| Sjedište:                                                  | Las Cruces                                                                                                |
| Najveće naselje:                                           | Las Cruces                                                                                                |
| Površina:                                                  | 9.878 km2                                                                                                 |
| Br. stanovnika (2010.):                                    | 209.233                                                                                                   |
| Kongresni okrug:                                           | 2. |
| Vremenska zona:                                            | Stjenjačko vrijeme: UTC-7/-6                                                                              |
| Službene stranice:                                         | http://www.donaanacounty.org/ Arhivirana inačica izvorne stranice od 6. listopada 2017. (Wayback Machine) |

Doña Ana je okrug u američkoj saveznoj državi Novom Meksiku.

## Stanovništvo
Prema popisu stanovništva 2010., stanovnici su 74,1% bijelci, 1,7% "crnci ili afroamerikanci", 1,5% "američki Indijanci i aljaskanski domorodci", 1,1% Azijci, 0,0% Havajci ili tihooceanski otočani, 3,0% dviju ili više rasa, 18,5% ostalih rasa. Hispanoamerikanaca i Latinoamerikanaca svih rasa bilo je 65,7%.

## Vanjske poveznice
- Postal History Poštanski uredi u okrugu Dona Ani, Novi Meksiko